# Archidistoma aggregatum
Archidistoma aggregatum is een zakpijpensoort uit de familie van de Polycitoridae. De wetenschappelijke naam van de soort werd in 1891 voor het eerst geldig gepubliceerd door Garstang.

## Beschrijving
Deze onopvallende koloniale zakpijp bestaat uit kleine bolvormige koppen met korte stelen, gegroepeerd in een patch die voortkomt uit een dunne korstvormige mantel. Het is bijna kleurloos, met een bruine of grijze algemene tint en geen duidelijke markeringen. Elke kop heeft een diameter van ongeveer 5 mm en bestaat uit ongeveer 10 zooïden die zijn gerangschikt rond een gemeenschappelijke centrale uitademingsopening.

## Verspreiding
Archidistoma aggregatum wordt gevonden van Plymouth en Salcombe in zuid Engeland richting het noorden van de Ierse Zee en het Noorderkanaal. Waarschijnlijk onderbezet vanwege het onopvallende uiterlijk en het kleine formaat. Wordt normaal gevonden op met zand geschuurde locaties met aanzienlijke getijdenstromen.